# Liste der olympischen Medaillengewinner aus dem Refugee Olympic Team
Das Refugee Olympic Team wurde 2016 für Athleten, die als anerkannte Flüchtlinge nicht für ihr Heimatland antreten können, gegründet.

## Medaillenbilanz
Bislang konnte eine Athletin aus dem Refugee Olympic Team eine olympische Medaillen erkämpfen (1 × Bronze).
| Refugee Olympic Team bei den Olympischen Sommerspielen                         | Refugee Olympic Team bei den Olympischen Sommerspielen | Refugee Olympic Team bei den Olympischen Sommerspielen | Refugee Olympic Team bei den Olympischen Sommerspielen | Refugee Olympic Team bei den Olympischen Sommerspielen | Refugee Olympic Team bei den Olympischen Sommerspielen |      | Refugee Olympic Team bei den Olympischen Winterspielen | Refugee Olympic Team bei den Olympischen Winterspielen | Refugee Olympic Team bei den Olympischen Winterspielen | Refugee Olympic Team bei den Olympischen Winterspielen | Refugee Olympic Team bei den Olympischen Winterspielen | Refugee Olympic Team bei den Olympischen Winterspielen |
| Jahr                                                                           | Gold                                                   | Silber                                                 | Bronze                                                 | Gesamt                                                 | Rang                                                   | Jahr | Gold                                                   | Silber                                                 | Bronze                                                 | Gesamt                                                 | Rang                                                   |                                                        |
| 2016                                                                           | 0                                                      | 0                                                      | 0                                                      | 0                                                      | 0                                                      |      | 2014                                                   | –                                                      | –                                                      | –                                                      | –                                                      | –                                                      |
| 2020                                                                           | 0                                                      | 0                                                      | 0                                                      | 0                                                      | 0                                                      |      | 2018                                                   | –                                                      | –                                                      | –                                                      | –                                                      | –                                                      |
| 2024                                                                           | 0                                                      | 0                                                      | 1                                                      | 1                                                      | 84                                                     |      | 2022                                                   | –                                                      | –                                                      | –                                                      | –                                                      | –                                                      |
| Gesamt                                                                         | 0                                                      | 0                                                      | 1                                                      | 1                                                      |                                                        |      | Gesamt                                                 | 0                                                      | 0                                                      | 0                                                      | 0                                                      |                                                        |
| \| \| Gold \| Silber \| Bronze \| Gesamt \| \| Ges. S+W \| 0 \| 0 \| 1 \| 1 \| |                                                        |                                                        |                                                        |                                                        |                                                        |      |                                                        |                                                        |                                                        |                                                        |                                                        |                                                        |
|                                                                                | Gold                                                   | Silber                                                 | Bronze                                                 | Gesamt                                                 |                                                        |      |                                                        |                                                        |                                                        |                                                        |                                                        |                                                        |
| Ges. S+W                                                                       | 0                                                      | 0                                                      | 1                                                      | 1                                                      |                                                        |      |                                                        |                                                        |                                                        |                                                        |                                                        |                                                        |

## Medaillengewinner
| Medaille | Name         | Spiele     | Sportart | Disziplin        |
| -------- | ------------ | ---------- | -------- | ---------------- |
| Bronze   | Cindy Ngamba | 2024 Paris | Boxen    | Klasse bis 75 kg |